# Black & White (песня Juice WRLD)
«Black & White» — песня американского музыканта Juice WRLD. Песня была опубликована вместе с альбомом Goodbye & Good Riddance 23 мая 2018 года.

## Композиция
В песни продолжается суть альбома Goodbye & Good Riddance и рассказывается о зависимости к разным наркотикам.

## Музыкальное видео
Музыкальное видео опубликовано 3 октября 2018 года. В видео Juice WRLD со своими друзьями веселится без остановки. Дальше он умирает и посещает свой мемориал.

## Чарты
| Чарт (2018)                                    | Высшая позиция |
| ---------------------------------------------- | -------------- |
| США (Billboard Bubbling Under Hot 100 Singles) | 23             |

## Сертификация
| Регион                                                                      | Сертификация  | Продажи    |
| --------------------------------------------------------------------------- | ------------- | ---------- |
| Канада (Music Canada)                                                       | 3× Платиновый | 240 000    |
| Великобритания (BPI)                                                        | Серебряный    | 200 000    |
| США (RIAA)                                                                  | Бриллиантовый | 10 000 000 |
| Данные о продажах + прослушиваниях приведены только на основе сертификации. |               |            |